# Live at Long Beach 1976
Live at Long Beach — концертный альбом британской группы Deep Purple с записью выступления состава MKIV на Лонг-Бич Арена Калифорния, США, 27 февраля 1976 года в рамках тура в поддержку альбома Come Taste the Band.
Первоначально был издан в 1995 году; в США — под названием King Biscuit Flower Hour Presents: Deep Purple in Concert, в Великобритании и Японии — как On the Wings of a Russian Foxbat. Десятитрековый вариант был издан в 2000 году под названием Extended Versions. Концерт был отреставрирован и перевыпущен в 2009 году.

## Об альбоме
Запись выступления велась радиостанцией «King Biscuit Flower Hour». Выступление считается одним из лучших концертов состава «Ковердэйл—Болин—Хьюз—Лорд—Пейс». Запись дополнена фрагментом выступления в Спрингфилде, штат Массачусетс, США, месяцем ранее — первоначально «King Biscuit» планировала выпустить в эфир именно выступление в Спрингфилде, но запись оказалась ненадлежащего качества. «Homeward Strut» — композиция Болина с его сольного альбома Teaser.

## Список композиций
| №  | Название                                            | Автор(ы)                                                | Длительность |
| -- | --------------------------------------------------- | ------------------------------------------------------- | ------------ |
| 1. | «Introduction»                                      |                                                         | 2:00         |
| 2. | «Burn»                                              | Блэкмор, Ковердэйл, Лорд, Пейс                          | 6:50         |
| 3. | «Lady Luck»                                         | Кук, Ковердэйл                                          | 2:52         |
| 4. | «Gettin' Tighter»                                   | Болин, Хьюз                                             | 13:28        |
| 5. | «Love Child»                                        | Ковердэйл, Болин                                        | 5:11         |
| 6. | «Smoke on the Water» (включая "Georgia on My Mind") | Блэкмор, Гиллан, Гловер, Лорд, Пейс / Кармайкл, Горрелл | 8:44         |
| 7. | «Lazy»                                              | Блэкмор, Гиллан, Гловер, Лорд, Пейс                     | 16:41        |
| 8. | «Homeward Strut»                                    | Болин                                                   | 5:55         |

| №  | Название                                                        | Автор(ы)                            | Длительность |
| -- | --------------------------------------------------------------- | ----------------------------------- | ------------ |
| 1. | «This Time Around»                                              | Хьюз, Лорд                          | 4:25         |
| 2. | «Owed to 'G'»                                                   | Болин                               | 2:52         |
| 3. | «Tommy Bolin Guitar Solo»                                       | Болин                               | 10:32        |
| 4. | «Stormbringer»                                                  | Ковердэйл, Блэкмор                  | 10:08        |
| 5. | «Highway Star»                                                  | Блэкмор, Гиллан, Гловер, Лорд, Пейс | 7:16         |
| 6. | «Smoke on the Water» (Спрингфилд (Массачусетс), 26 января 1976) | Блэкмор, Гиллан, Гловер, Лорд, Пейс | 9:29         |
| 7. | «Going Down» (Спрингфилд (Массачусетс), 26 января 1976)         | Дон Никс                            | 7:43         |
| 8. | «Highway Star» (Спрингфилд (Массачусетс), 26 января 1976)       | Блэкмор, Гиллан, Гловер, Лорд, Пейс | 6:25         |

## Участники записи
- Дэвид Ковердэйл — вокал
- Томми Болин — гитара, бэк-вокал
- Гленн Хьюз — бас-гитара, вокал
- Джон Лорд — клавишные, орган, синтезатор, бэк-вокал
- Иэн Пейс — ударные, перкуссия